# Denis Silisqui
Denis Alexander Silisqui (Viedma, Provincia de Río Negro, Argentina; 28 de agosto de 1989) es un futbolista argentino. Juega como mediocampista.

## Clubes
| Club                          | País      | Año         |
| ----------------------------- | --------- | ----------- |
| Independiente de Río Colorado | Argentina | 2012 - 2014 |
| Club Sol de Mayo              | Argentina | 2015        |
| Independiente de Río Colorado | Argentina | 2015 - 2016 |
| Sarmiento (La Banda)          | Argentina | 2016        |
| Club Atlético Policial        | Argentina | 2017        |
| Deportivo Mandiyú             | Argentina | 2017 - 2018 |